# Elizabeth Witmer
Pour les articles homonymes, voir Witmer.
Elizabeth Witmer (née Gosar le 16 octobre 1946) est une femme politique provinciale canadienne de l'Ontario. Elle fut présente à l'Assemblée législative de 1990 à 2012 et servit dans plusieurs ministères dans le cabinet de du gouvernement de Mike Harris et Ernie Eves.

## Biographie
Né à Schiedam aux Pays-Bas, elle immigre avec sa famille en Ontario durant sa jeunesse. Elle réalise un baccalauréat en arts  de l'Université Western Ontario et ensuite un programme en enseignement au Atlhouse College de la même université. Elle travaille ensuite à l'Université de Waterloo et comme enseignante à West Lorne, London et Guelph de 1968 à 1980.

## Politique

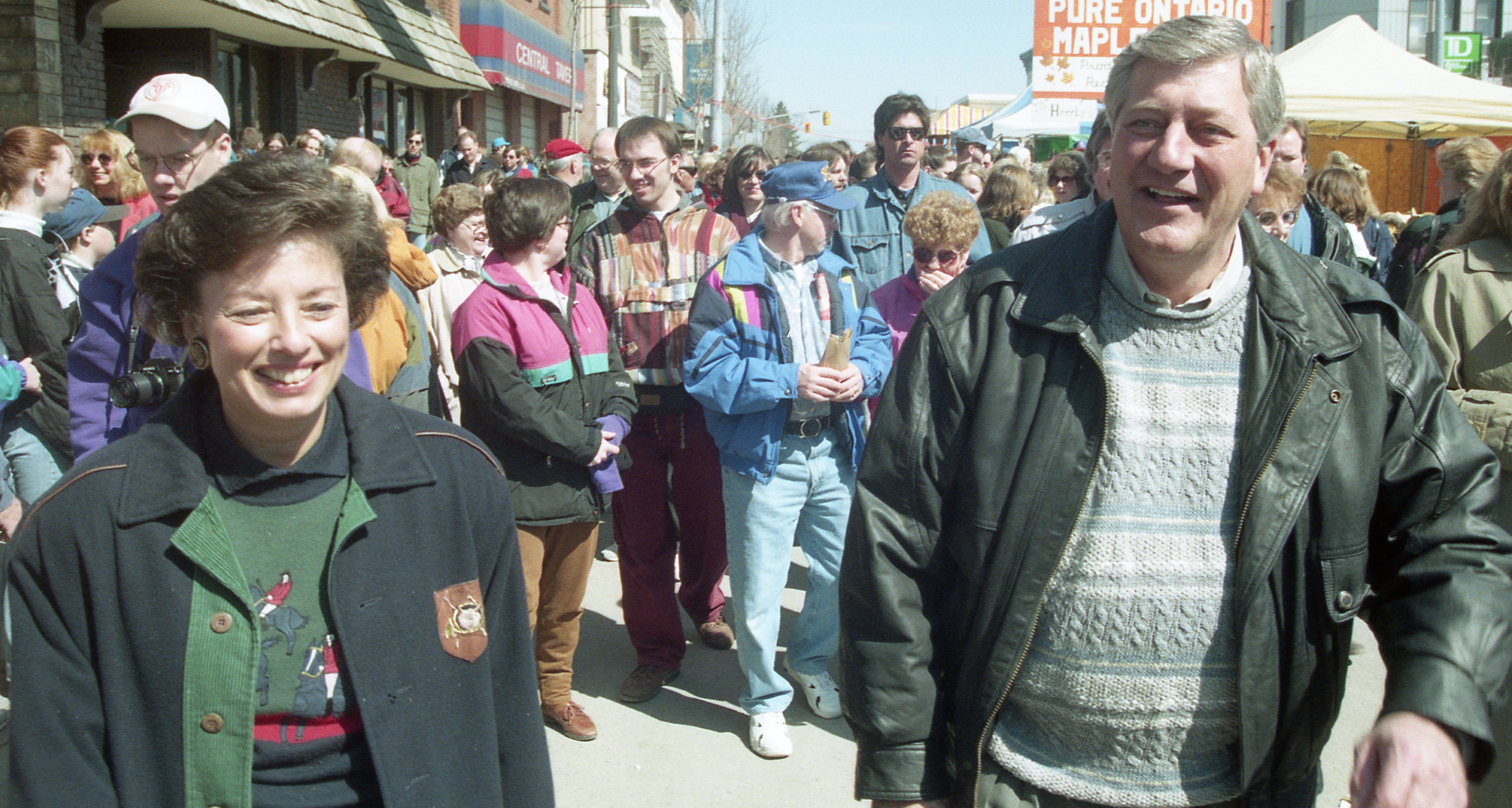
Mike Harris (premier ministre de l'Ontario), Elizabeth Witmer, députée provinciale locale au festival des crêpes à Elmira, Ontario, le 1er avril 1996

Witmer commence sa carrière politique en siégeant au conseil scolaire du Comté de Waterloo de 1980 à 1990 et en tant que présidente à partir de 1984.
Tentant d'être élue députée progressiste-conservatrice de Waterloo-Nord en 1987, elle est défaite par le député sortant libéral Herb Epp.
Epp se retirant de la vie publique, Witmer le remplace lors des élections de 1990. Elle devient alors la première femme élue dans la région de Waterloo.

## Ministre
Réélue en 1995, elle est nommée ministre du Travail (en) dans le gouvernement de Mike Harris en juin 1995. En octobre 1997, elle remplace Jim Wilson au Ministère de la Santé (en).
Bien que sa nomination et celle d'une Red Tory, Isabel Bassett à des ministères clés aient été perçues comme une volonté du gouvernement Harris de devenir plus progressiste, Witmer due imposer des réformes controversées et de nombreuses coupes budgétaires.
Réélue en 1999, elle conserve son poste au ministère de la Santé. En février 2001, elle est mutée au ministère de l'Environnement (en)

## Course à la chefferie de 2012
Se présentant à la course à la chefferie progressiste-conservatrice (en) de 2002, elle se rend au deuxième tour derrière Ernie Eves, Jim Flaherty et Tony Clement, mais devant Chris Stockwell (en).
Nommée ministre de l'Éducation par le premier ministre Eves, elle hérite également du poste de vice-première ministre.
Réélue dans Kitchener—Waterloo en 2003 malgré la défaite des Progressistes-conservateurs, elle considère se présenter à la course à la chefferie progressiste-conservatrice (en) de 2004, mais décide de se rallier à John Tory. Ce dernier la nomme cheffe adjointe qui est considéré comme une victoire pour l'aile gauche du parti.
Réélue en 2007 et à nouveau dans l'opposition, Tory démissionne ce qui incite à nouveau Witmer à se lancer dans la course à la chefferie (en) de 2009. Elle se range finalement derrière Christine Elliott, mais c'est Tim Hudak qui remporte la course.
Elle démissionne en 2012 pour accepter la nomination à la tête de la Commission de la sécurité professionnelle et de l'assurance contre les accidents du travail (en). Plus tard, elle révèle avoir accepté de remplacer Steve Mahoney (en) à la tête de cette organisation en raison du diagnostic de cancer dont souffrait son mari.